# Авалон (фільм)
«Авалон» (пол. Avalon) — фантастичний трилер японського режисера Осії Мамору. Фільм завоював три нагороди на різних кінофестивалях.

## Сюжет
Найближче майбутнє. Деякі молоді люди борятся з розчаруванням, намагаючись знайти власні ілюзії в незаконній комп'ютерній військовій грі. Штучно створена напруга і гра зі смертю затягують і викликають звикання. Деякі гравці, що працюють у командах, загонах, навіть заробляють цією грою на життя.
Гра таїть у собі небезпеку. Іноді гравець втрачає розум і впадає в кому. Таких жертв називають неповерненцями. Гра названа іменем легендарного острова Авалон, де знаходили спокій душі померлих героїв. А грають у цій грі не в ляльки, а у війну. Зараз навіть дівчатка воліють боротися на ціпках із хлопчиськами. Йдуть кадри війни на вулицях міста. Все виглядить майже по-справжньому, але убиті не падають мертвими, а просто стираються, розсипаючись на маленькі шматочки. Серед гравців виділяється симпатична дівчина. Вона виграє, знімає шолом і поступово приходить до себе. Її звуть Еш, вона виграла пристойні гроші, але організовувати власну команду відмовляється, бо воліє й далі грати сама. Керує цією грою таємничий Майстер. На того, хто вийде на останній рівень, але програє, чекає кома, але Еш хоче вийти на цей рівень і, нарешті, вирватися із сірого повсякденного життя і відчути смак повної волі.

## Актори
- Малгожата Форемняк — Еш
- Владислав Ковальский — майстер гри
- Єжи Гудейко — Мерфі
- Даріуш Біскупскі — Бішоп
- Бартломей Шьвідерскі — Станнер
- Катажина Баргеловська — реєстратор
- Аліция Саприк — Гілл
- Міхаль Рейтенвальд — Murphy of Nine Sisters
- Сузанна Каж — Привид
- Адам Шишковський — гравець А
- Кшиштоф Щербинський — гравець В
- Марек Ставінський — гравець С
- Ярослав Буднік — Купер, озвучка
- Анджей Дебський — Cusinart, озвучка
- Здіслав Шимборський — людина у філармонії, в титрах не вказаний
- Елзбіета Товарницька — соліст філармонії, в титрах не вказана

## Нагороди і номінації

### Нагороди (3 нагороди)
- Переможець премії Міжнародного кінофестивалю в Дурбані за найкращу операторську роботу (Гржегор Кедзієрський) (2002 рік).
- Переможець премії Лондонського міжнародного кінофестиваля наукової фантастики та фантастичних фільмів за найкращий фільм (Осії Мамору) (2002 рік).
- Переможець премії Каталонського міжнародного кінофестиваля за найкращу операторську роботу (Гржегор Кедзієрський) (2001 рік).

### Номінації (1 номінаця)
- Номінований на кінопремію Каталонського міжнародного кінофестиваля за найкращий фільм (Осії Мамору) (2001 рік).